# Tetovo
Tetovo (makedonsky Тетово, albánsky Tetova, Tetovë, turecky Kalkandelen) je páté největší město v Severní Makedonii. Leží na západě země na úpatí Šar planiny, na říčce Pena, která se v rozšířeném údolí asi 8 km východně vlévá do řeky Vardar. Hranice s Kosovem je vzdálena zhruba 16 km. Administrativně je součástí Položského regionu, samo leží na okraji Položské nížiny v nadmořské výšce od 470 do 540 m n. m.
Od roku 1994 zde působí Tetovská univerzita a v roce 2001 vznikla Univerzita jihovýchodní Evropy. Město má dobré silniční spojení s hlavním městem Skopje (dálniční), leží zde i stanice trati Skopje – Tetovo – Gostivar – Kičevo.

## Název
Název Tetovo odkazuje k místní legendě, kdy muž jménem Teto porazil strašlivého hada, který sužoval celý kraj během období turecké nadvlády. Dle jiného výkladu vznikl slovanský název města od staroslovanského slovesa хътѢти (chtít) a původně mělo podobu хътѣтово, tedy chtěné místo. Vlivem přirozeného vývoje jazyka (zániku ch- na začátku slov v oblasti dnešní Severní Makedonie a jižního Srbska) získalo město název Tetovo. V této podobě byl převzat i do albánštiny jako Tetova/Tetovë.
Občas se také objevuje název v podobě Штитоброд/Štitobrod, který odkazuje na uvedenou legendu a užití štítu. Turecký název Kalkandelen je přímým překladem (kalkem) do tureckého jazyka. 

## Administrativní dělení a obyvatelstvo
Tetovo je sídlem stejnojmenné opštiny o rozloze 1 080 km². V roce 2002 žilo v opštině celkem 88 580 obyvatel, z toho v samotném městě přes 52 900 obyvatel. Více než polovinu z nich tvořili Albánci (28 897) a zhruba třetinu Makedonci (18 555). Dále zde žilo 2 352 Romů, 1 878 Srbů, 587 Turků, 156 Bosňáků a několik stovek příslušníků dalších národností. Zejména počet Albánců se během 20. století prudce zvýšil.

## Historie
Oblast dnešního města Tetova byla díky své úrodnosti osídlena již od doby kamenné. Z této doby pochází řada archeologických nalezišť v blízkosti města (Balltepe). Dlouhodobě však byla oblast součástí nejprve římské a poté Byzantské říše; známá byla pod latinským názvem Oaeneum a řeckým Ωαινέον). Ve 4. století n. l. se stalo součástí provincie Epirus Nova. Na začátku středověku byla oblast osídlena Slovany; jejich příchod je spojen s vypleněním města, nebylo však zničeno zcela. V závěru 10. století se oblast dnešního Tetova stala součástí První bulharské říše. Poté roku 1018 se celá oblast stala opět součástí Byzance.
V 12. století zde leželo sídlo Gradište, které je předchůdcem současného města. Ve 13. století se nacházel nedaleko města klášter sv. Bohorodice. Za vlády Štěpána Nemanji se jednalo o malé nevýznamné sídlo. Osmanská říše obsadila dnešní Tetovo v roce 1392 a pod její správou zůstalo až do roku 1912. S Turky přišla islamizace oblasti, ale také řemeslný a ekonomický rozvoj. Kolonizační politika zajistila příchod nových lidí, náboženská politika umožnila snadnou konverzi místních k islámu. Z Tetova se v průběhu staletí stala velká křižovatka obchodních tras. V roce 1436 bylo evidováno jako sídlo ve vlastnictví vakufu Mehmeta Beguta. V závěru 15. století se transformovalo z iniciativy Mehmeda Beḱira Ḱelebija do podoby menšího města. 

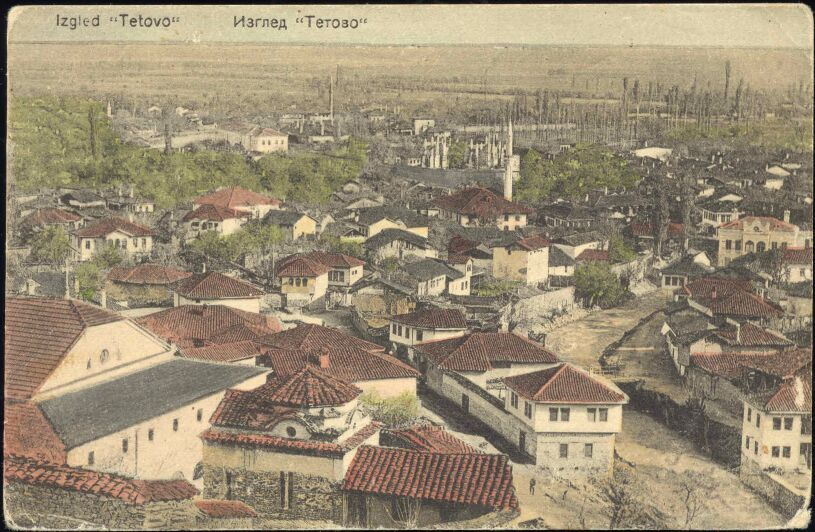
Pohled na Tetovo v roce 1913.

Albánské obyvatelstvo, které dnes tvoří v Tetovu většinu (město je kulturním centrem albánského obyvatelstva v Severní Makedonii) zde žilo již v roce 1455[zdroj?]. K větší výstavbě staveb typických pro turecká islámská města došlo v 15. století. Zatímco v roce 1453 žilo v Tetovu 153 křesťanských a 56 muslimských rodin, roku 1568 se tento poměr podle tureckých záznamů změnil na 329 muslimských a 108 křesťanských rodin. Vzestup islámu doprovázelo ale i sestěhování albánského obyvatelstva do města.
Na přelomu 18. a 19. století začali do města přicházet intenzivněji i vesničané z okolí Tetova. Dle francouzského cestovatele Ami Boueho mělo v té době 4500 obyvatel, polovina z nich byla křesťanské víry, zbytek muslimské. Město bylo rozděleno na dvě části; horní a dolní, s tím, že v první uvedené žili převážně muslimové a v dolní potom křesťané. Boue si povšiml a zaznamenal také orientální charakter města. V roce 1905 odhadoval bulharský exarchát počet obyvatel města na cca 20 tisíc.
V roce 1844 vypuklo v Tetovu, Skopje a Prištině povstání proti vysokým daním a centralizaci osmanské správy. V roce 1878 bylo území tehdejší Osmanské říše až po Tetovo (a pohoří Šar Planina) přislíbeno v rámci Sanstefanské mírové smlouvy Bulharsku.
V roce 1876 zde byla otevřena bulharsko-slovenská škola.
Neexistují žádné záznamy o tom, že se Tetovo a místní obyvatelstvo zapojily do Ilindenského postání v roce 1903. Je však známo, že zde působila místní buňka organizace VMRO (Vnitřní makedonská revoluční organizace). Místní dobrovolníci, kteří se chtěli zapojit do povstání, odjížděli většinou do města Kičevo, neboť ve většinově muslimském Tetovu měla osmanská vláda pevnější pozici a snadněji by povstání porazila. Tehdy zde žilo 19 200 obyvatel.

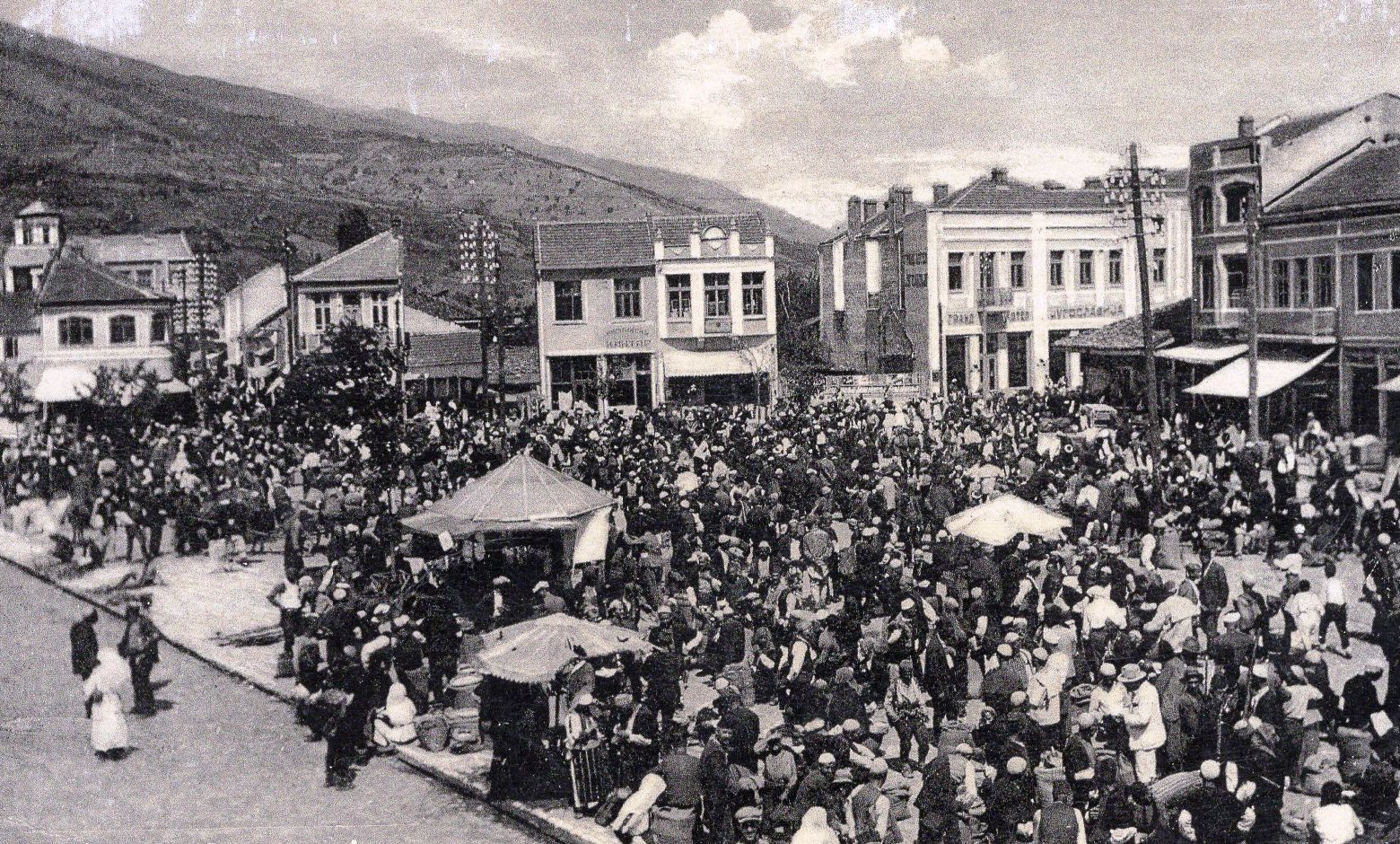
Tetovo v roce 1936.

V roce 1912 připadlo město po první balkánské válce Srbsku. Ještě před tím jej však obsadil Hasan Prishtina. Válečná vřava vedla k emigraci značné části tehdejší turecky mluvící populace. V první světové válce jej obsadilo Bulharsko, po prolomení soluňské fronty potom srbská armáda. V této době nechala německá okupační správa zbudovat železniční trať mezi Skopjí a Ohridem a od té doby tak má Tetovo železniční spojení se zbytkem země. Po skončení konfliktu se město stalo součástí Království Srbů, Chorvatů a Slovinců, resp. Jugoslávie.
V roce 1918 byl budován kostel sv. Cyrila a Metoděje, který byl následně vysvěcen roku 1925. Roku 1921 mělo město podle prvního jugoslávského sčítání lidu přes patnáct tisíc obyvatel, okolo 3 200 domů a zhruba stejný počet rodin. Během existence královské Jugoslávie nechala vláda budovat v okolí města doly a průmysl; vznikly i malé vodní elektrárny. K tomu se jugoslávským úřadům podařilo získat investora ze Švédska.
Na počátku druhé světové války bylo město připojeno k Itálií kontrolované okupovanému Albánskému království. Rovněž zde oficiálně vznikla (19. března 1943) Komunistická strana Makedonie, založena byla v domě rodiny Jovanovců, kde později vzniklo také muzeum. Její vznik byl možný za pomoci řady komunistů ze Srbska a dalších oblastí Jugoslávie.[zdroj?] V Tetovu bojovali proti fašistům také po nějakou dobu i albánští komunisté a působnost obou národnostně vymezených stran způsobovala konflikt.[zdroj?] Město bylo nakonec osvobozeno dne 19. listopadu 1944 3., 13., 14. a 19. makedonskou údernou brigádou. Bylo posledním osvobozeným na území dnešní Severní Makedonie.
V rámci industrializace Jugoslávie byla v Tetovu zřízena textilní továrna Teteks. Město bylo do jisté míry modernizováno, zachovalo si ale svůj výrazně balkánský a orientální ráz. V 50. a 60. letech zde byla postavena řada modernistických bytových domů, které lemovaly hlavní třídy. Modernizováno bylo také náměstí (okolo roku 1970), vzniklo zde brutalistní obchodní centrum, čtyřproudé třídy, které byly probity mezi úzkými domy. V Tetovu nebyla realizována rozsáhlejší výstavba panelových domů. Průmyslové objekty byly omezeny na oblast okolo železniční stanice. V socialistické Makedonii patřilo k slušně se rozvíjejícím centrům.
V etnicky rozděleném městě byla nálada po nástupu komunistů neklidná. Docházelo často k protestům i nepokojům, např. z této doby lze zmínit incident v továrně Yucel z roku 1957 a další. V roce 1968 se i do Tetova přelily studentské demonstrace z nedalekého Kosova. Protestující žádali připojení Tetova a severozápadní Makedonie ke Kosovu. Rovněž požadovali status Kosova jako sedmé republiky SFRJ. Jugoslávská vláda na toto reagovala revizí učebních osnov ve školách a apelem na boj proti propagandě z Albánie. V této době činilo albánské obyvatelstvo zhruba polovinu počtu obyvatel Tetova. V roce 1981, kdy v Kosovu vypukla další řada nepokojů, byla v Tetovu posílena podstatným způsobem přítomnost jednotek jugoslávské milice, aby bylo zabráněno případným protestům.

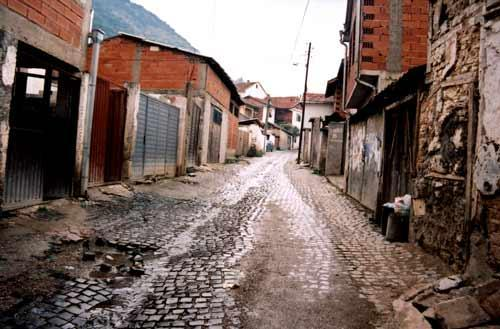
Střed města v roce 2001.

Dne 30. července 1969 došlo na železniční trati do Gostivaru u Tetova k vážné železniční nehodě, když se nehlídané nákladní vozy srazily s motorovým vlakem přijíždějícícm z Tetova. Zemřelo 29 lidí.
Od roku 1991 je součástí Severní Makedonie. Rozpad Jugoslávie místní etnicky smíšené obyvatelstvo sledovalo s jistým napětím. V roce 1990 někteří místní Albánci požadovali spojení města, resp. i jeho širší okolí, s nedalekou Albánií. Od roku 1995 má město albánskojazyčnou univerzitu. V roce 1999 město přijalo řadu uprchlíků z Kosova, kteří byli vyhnáni válkou.
V roce 2001 bylo Tetovo jedním z dějišť ozbrojeného konfliktu mezi severomakedonskou vládou a povstalci z proalbánské Národní osvobozenecké armády. Během konfliktu utekly ze Severní Makedonie stovky obyvatel Tetova,  dočasně město opustila řada lidí, bez ohledu na svoji národnost. Po nějakou dobu tak bylo Tetovo téměř opuštěné. Střety probíhaly od března do srpna 2001. Během rozmíšek se uskutečnily demonstrace ve Skopje; protestující žádali zbraně a ráznou akci na zastavení povstání. Přístupy k městu hlídala armáda s hlídkovacími místy a obrněnými transportéry. Napjatou situaci ukončila nakonec Ochridská rámcová dohoda.
V roce 2017 patřilo Tetovo k nejvíce postiženým městům v Evropě z hlediska znečištění ovzduší. Kromě toho je zde nízká kvalita života, dle zjištění Ministerstva financí Severní Makedonie značný počet nedokončených infrastrukturních projektů a velké množství opuštěných průmyslových areálů, mnohdy ještě z dob existence socialistické Jugoslávie. Rozšířené je vystěhovalectví místního obyvatelstva buď do Skopje, nebo do zahraničí.
Během pandemie nemoci COVID-19 došlo v městské nemocnici k výbuchu, který znamenal smrt šestnácti lidí.

## Kultura

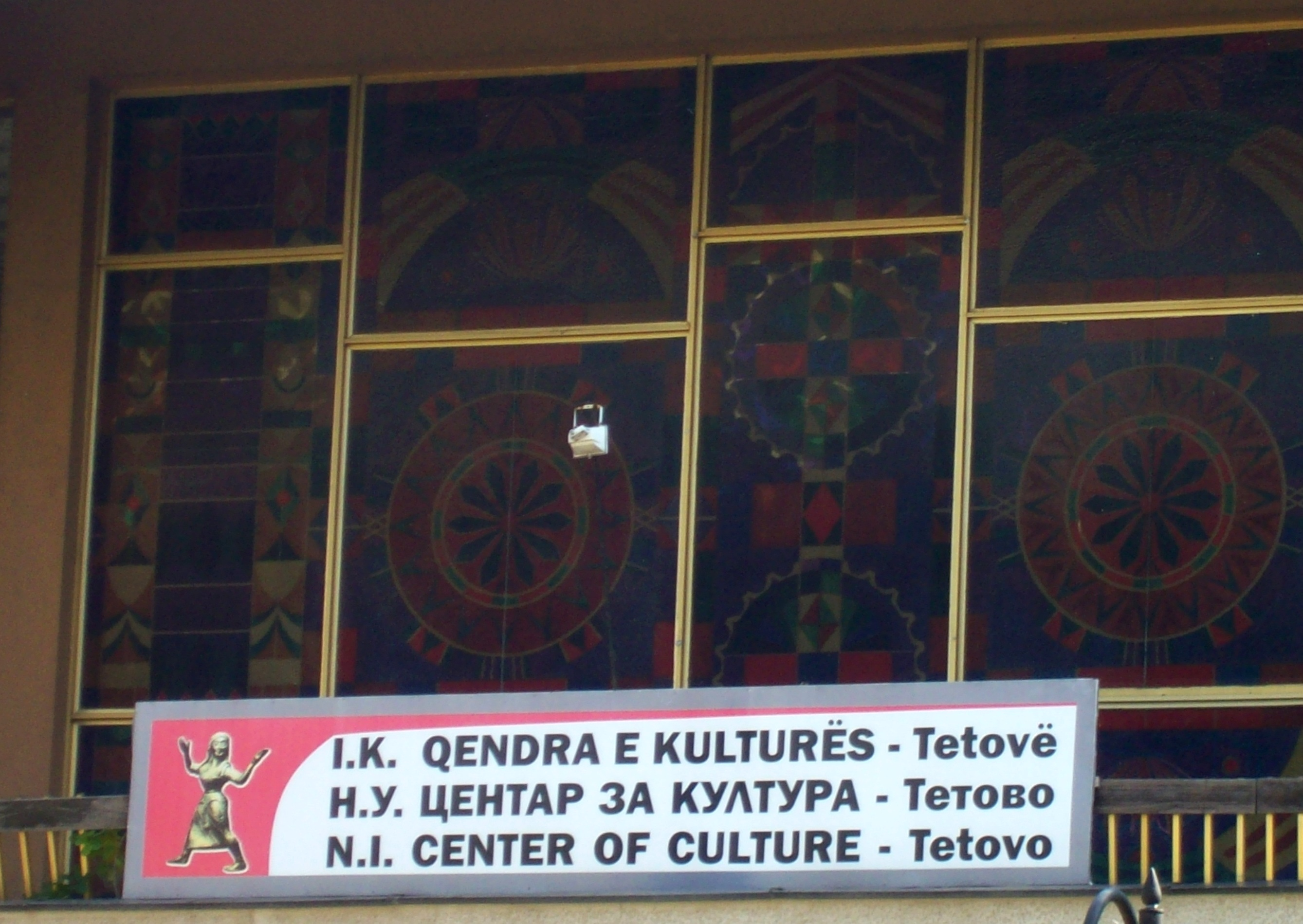
Fasáda kulturního centra v Tetovu.

Hlavní kulturní institucí ve městě je Kulturní centrum (albánsky Qender kulturore, makedonsky Центар за култура). Instituce byla založena v roce 1975 a je pojmenována po Ilju Anteském. Sídlí v brutalistní budově, kterou má doplnit nové kulturní centrum. Konají se zde například různé výstavy, nachází se zde studio pro výtvarné umění apod. Město má také vlastní divadlo.
Od roku 1949 působí ve městě albánská kulturní a umělecká společnost Dželadina Zećiriho. Turecká národnostní menšina má rovněž svojí kulturní společnost.

### Kulturní památky
Nejvýznamnější. památkou je tzv. Malovaná mešita (makedonsky Шарена џамија), vystavěná roku 1438 a přebudovaná v roce 1833, na níž vynikají zejména zdobené exteriéry. Stojí zde také i Begův hamam (turecké lázně).
Z dalších islámských staveb je zde zachováno dervišské posvátné místo Arabati Baba Teḱe ze 16. století. V něm existovala po nějakou dobu také knihovna. K vidění jsou také ruiny tetovské pevnosti postavené Osmany počátkem 19. století (makedonsky Тетовското кале).. Pevnost se nachází v nadmořské výšce okolo 800 m n. m. a o její vznik se zasloužil Abdurrahman Paša. Dochován je rovněž kamenný Starý most).
V Tetovu stojí i několik pravoslavných kostelů, např. již zmíněný chrám sv. Cyrila a Metoděje či sv. Bohorodičky. V blízkosti Tetova se nachází Klášter Lešok.
V blízkosti města se nachází zimní letovisko Popova Šapka, které patří k turisticky značně navštěvovaným i v celé Severní Makedonii. Je rovněž i výchozím bodem pro návštěvy pohoří Šar planina s vrcholem Titov vrv.

## Ekonomika

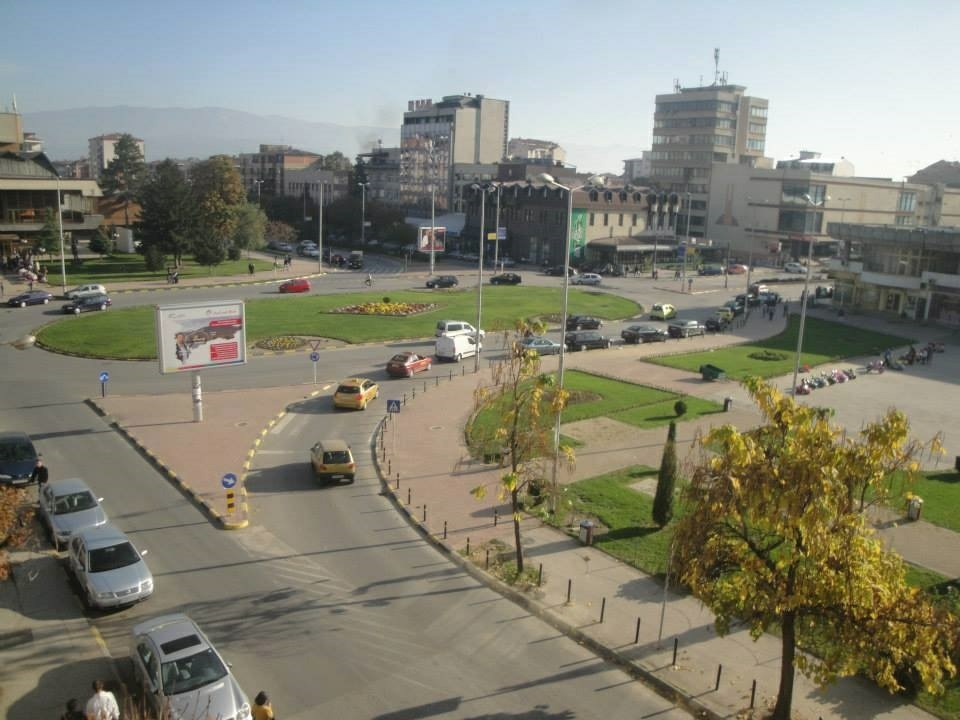
Střed města.

V letech 1951 až 2020 byla ve městě v provozu textilní továrna společnosti Teteks. Po roce 1990 se značným způsobem zvýšila zaměstnanost v sektoru služeb, především v obchodu. Do té doby byly dominujícími oblastmi průmyslu především výroba plastových a dřevěných výrobků a také stavebních materiálů. Mezi největší zaměstnavatele v této oblasti patřila např. společnost Medicinska plastika nebo Jelak-stolarija.
V 21. století vznikla východně od města u dálnice A2 průmyslová zóna, která se postupně rozvíjela. Vznikl zde také závod, který se podílí na výrobě elektromobilů.
Tetovo se proslavilo v Severní Makedonii i v regionu díky unikátní soutěži, která se zaměřuje na kvalitu medu.
Město v některých měsících je vystaveno znečištění ovzduší.

## Doprava

### Silniční

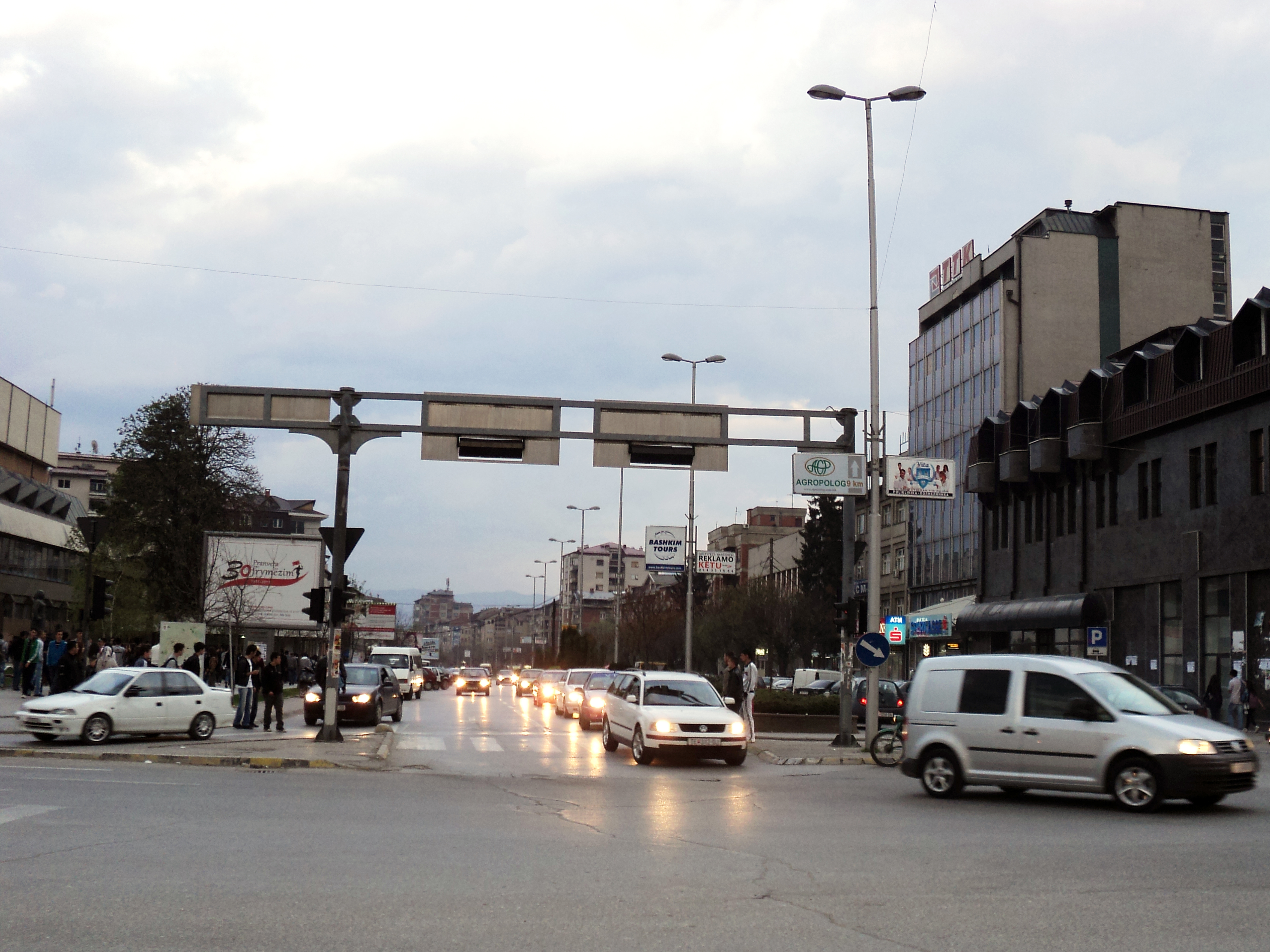
Rušná třída.

Dálnice A2 směřuje z Tetova na jih do města Gostivar a na východ do metropole Skopje. Samotné město potom obchází obchvatem, vedeným jihovýchodně od něj. Regionální silnice poté směřují také do nedalekého Kosova a okolních obcí (např. Jegunovců) a dalších. 
Do Kosova je spojení vedeno většinou přes pohoří Šar Planina, ačkoliv existuje zájem vybudovat moderní rychlostní komunikaci do nedalekého Prizrenu.[zdroj?]
V samotném městě se nachází několik širokých bulvárů, jako např. Maršála Tita nebo třídy Blagoe Smilevski Bato, resp. ulice Ilindenska. 

### Železniční
Železniční spojení kopíruje hlavní dálniční tah. Železniční trať Skopje–Kičevo prochází východně od města. Na území města stojí celkem dvě stanice; hlavní nádraží na východním okraji města (v jehož blízkosti je i autobusová stanice) a zastávka Brvenica jižně od středu města.

### Městská
V roce 2021 byl zahájen provoz městské hromadné dopravy v podobě tří autobusových linek, na které bude vypravováno celkem pět autobusů. Město Tetovo zakoupilo dopravní prostředky za celkovou sumu 720 tisíc eur.

## Bezpečnost
Na severním okraji města stojí kasárna severomakedonského vojska.

## Školství
V Tetovo působí Státní univerzita v Tetovu (makedonsky Државен универзитет во Тетово), která vyučuje v makedonštině a albánštině. Kromě toho je zde již i zmíněná Univerzita Jihovýchodní Evropy. Nachází se zde 6 škol středních (z toho jedno gymnázium) a 7 škol základních.)

## Sport

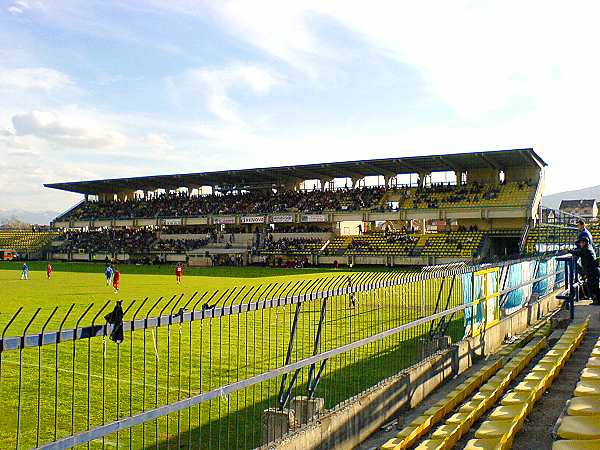
Městský fotbalový stadion.

V Tetovu působí čtyři fotbalové kluby. Dva z nich (FK Shkëndija a FK Renova) hrají v první makedonské lize. FK Teteks hrál také dlouho nejvyšší soutěž, ale od sezóny 2015/2016 působí ve druhé lize (Division 1). Nejstarším fotbalovým týmem, který ve městě působí, je FK Ljuboten. Město má k dispozici jeden velký fotbalový stadion, který jednotlivé týmy mezi sebou sdílejí.
Mezi další sporty, které mají vlastní týmy ve městě, potom patří wrestling a volejbal. Zápasy ve wrestlingu se konají během letní sezony v letovisku Popova Šapka nedaleko města.

## Zdravotnictví
Na břehu řeky Pena se nachází rozsáhlý nemocniční areál.

## Známé osobnosti
- Hayrullah Fişek (1885-1975), osmanský a turecký generál
- Blaga Aleksova (1922-2007), archeolog
- Borka Avramova (1924–1993), sochařka
- Branko Gapo (1931-2008), divadelní, televizní a filmový režisér
- Alajdin Abazi (narozený 1942), profesor a fyzik
- Arbën Xhaferi (1948-2012), politik
- Refet Abazi (narozený 1964), herec a vysokoškolský pedagog
- Isuf Sherifi (narozený 1967), básník
- Harun Isa (narozený 1969), fotbalista
- Teuta Arifi (narozený 1969), politik a starosta Tetova
- Spend Abazi (narozen 1978), profesionální boxer
- Bajram Fetai (narozený 1985), fotbalista
- Big Mama (narozený 1986), zpěvák a komik
- Blerim Džemaili (narozený 1986), fotbalista
- Ferhan Hasani (narozený 1990), fotbalista
- Xhelil Abdulla (narozený 1991), fotbalista
- Flamur Aljiji (narozený 1991), filmový herec
- Egzon Bejtulai (narozený 1994), fotbalista
- Lina Gjorčeska (narozený 1994), tenistka
- Valmir Nafiu (narozený 1994), fotbalista